# Estació de Guitiriz
L'estació de Guitiriz es troba a la localitat gallega de Guitiriz, a la província de Lugo. Té serveis de mitjana i llarga distància operats per Renfe.
Pertany a la línia que uneix Lleó amb la Corunya i es troba entre aquesta última ciutat i Lugo. La línia és d'ample ibèric, en via única i sense electrificar.

## Trens

### Mitjana Distància
| Línia | Origen/destinació | Destinació/origen                      |
| ----- | ----------------- | -------------------------------------- |
| 4     | A Coruña          | Lugo Monforte de Lemos Ourense-Empalme |

### Llarga Distància
| Tren                | Origen/destinació | Parades Intermèdies | Destinació/origen | Observacions                 |
| ------------------- | ----------------- | --- | ----------------- | ---------------------------- |
| Trenhotel Atlántico | Ferrol            | Pontedeume · Betanzos-Cidade · Betanzos-Infesta · Curtis · Guitiriz · Lugo · Sarria · Monforte de Lemos · San Clodio-Quiroga · A Rúa-Petín · O Barco de Valdeorras · Ponferrada · Bembibre · Astorga · Veguellina · Lleó · Sahagún · Palència · Venta de Baños · Valladolid-Campo Grande · Medina del Campo · Àvila | Madrid-Chamartín  | 6 trens setmanals per sentit |
| Trenhotel Galicia   | A Coruña          | Betanzos-Infesta · Curtis · Lugo · Sarria · Monforte de Lemos · San Clodio-Quiroga · A Rúa-Petín · O Barco de Valdeorras · Ponferrada · Astorga · Lleó · Palència · Burgos-Rosa de Lima · Logronyo · Castejón de Ebro · Tudela de Navarra · Saragossa-Delicias · Lleida Pirineus · Camp de Tarragona                | Barcelona-Sants   | 1 tren diari per sentit      |